# Lura
Maria de Lurdes Pina Assunção, coneguda artísticament com a Lura, d'origen capverdià però nascuda a Lisboa, Portugal (31 de juliol de 1975), és una famosa cantant de Cap Verd, que interpreta música tradicional del país: Morna, funaná i batuque, amb influència africana i de la música contemporània occidental.

## Discografia
- Nha Vida (1996)
- In Love (2002)
- Di Korpu Ku Alma (2005)
- M'bem di fora (2006)
- Eclipse (2009)
- Herança (2015)[2]